# Euro Hockey Tour 1997/1998
Euro Hockey Tour 1997/1998 byl 2. ročník hokejových turnajů Euro Hockey Tour.

## Česká pojišťovna cup
Probíhal od 28.8.1997 do 31.8.1997 ve Zlíně
- Vítěz Česká hokejová reprezentace.

| Tým 1   | Výsledek          | Tým 2   |
| ------- | ----------------- | ------- |
| Finsko  | 8:1 (4:1,3:0,1:0) | Švédsko |
| Česko   | 5:0 (3:0,2:0,0:0) | Rusko   |
| Finsko  | 2:2 (0:1,1:1,1:0) | Rusko   |
| Švédsko | 2:5 (0:2,2:2,0:1) | Česko   |
| Rusko   | 4:2 (1:0,0:2,3:0) | Švédsko |
| Česko   | 6:3 (2:1,3:1,1:1) | Finsko  |

## Karjala cup - vítěz
Hokejový turnaj byl odehrán od 6.11.1997 - do 9.11.1997 v Helsinkách
- Vítěz Finská hokejová reprezentace.

| Tým 1   | Výsledek          | Tým 2   |
| ------- | ----------------- | ------- |
| Finsko  | 2:5 (1:1,0:2,1:2) | Švédsko |
| Rusko   | 1:0 (0:0,0:0,1:0) | Česko   |
| Finsko  | 3:2 (2:1,1:1,0:0) | Rusko   |
| Švédsko | 1:0 (1:0,0:0,0:0) | Česko   |
| Švédsko | 3:1 (1:1,1:0,1:0) | Rusko   |
| Česko   | 5:2 (3:1,1:1,1:0) | Finsko  |

## Baltika Cup
Hokejový turnaj byl odehrán od 17.12.1997 - do 20.12.1997 v Moskvě
- Vítěz Česká hokejová reprezentace.

| Tým 1   | Výsledek          | Tým 2   |
| ------- | ----------------- | ------- |
| Finsko  | 3:1 (1:0,2:0,0:1) | Švédsko |
| Česko   | 7:1 (0:0,7:1,0:0) | Rusko   |
| Finsko  | 1:2 (0:1,0:0,1:1  | Rusko   |
| Švédsko | 6:6 (3:4,3:1,0:1) | Česko   |
| Rusko   | 0:0 (0:0,0:0,0:0) | Švédsko |
| Česko   | 4:4 (2:0,1:2,1:2) | Finsko  |

## Švédské hokejové hry
Hokejový turnaj byl odehrán od 21.4.1998 - do 26.4.1998 v Stockholmu. Tohoto turnaje se zúčastnila i Kanada.
- Vítěz Švédská hokejová reprezentace.

| Tým 1   | Výsledek          | Tým 2   |
| ------- | ----------------- | ------- |
| Švédsko | 2:2 (1:0,0:1,1:1) | Finsko  |
| Česko   | 4:3 (1:1,2:0,1:2) | Rusko   |
| Finsko  | 4:0 (0:0,2:0,2:0) | Rusko   |
| Švédsko | 4:2 (2:1,0:0,2:1) | Česko   |
| Rusko   | 1:3 (0:1,1:1,0:1) | Švédsko |
| Česko   | 3:2 (1:0,2:2,0:0) | Finsko  |
| Kanada  | 1:5 (1:2,0:1,0:2) | Švédsko |
| Rusko   | 2:1 (0:0,1:1,1:0) | Kanada  |
| Kanada  | 2:3 (0:1,1:0,1:2) | Česko   |
| Finsko  | 3:2 (0:2,2:0,1:0) | Kanada  |

## Celková tabulka EHT 1997/1998
| Mužstvo | Z  | V | R | P | VG | OG | B  |
| ------- | -- | - | - | - | -- | -- | -- |
| Česko   | 12 | 7 | 3 | 2 | 47 | 29 | 16 |
| Švédsko | 12 | 5 | 4 | 3 | 30 | 34 | 13 |
| Finsko  | 12 | 4 | 5 | 3 | 36 | 33 | 11 |
| Rusko   | 12 | 3 | 7 | 2 | 17 | 34 | 8  |

## Vysvětlivky k tabulkám a zápasům
- Z – počet odehraných zápasů
- V – počet vítězství
- R – remízy
- P – počet proher
- VG – počet vstřelených gólů
- OG – počet obdržených gólů
- B – počet bodů